# 羽田詩織
羽田 詩織（はた しおり、10月29日 - ）は、日本の女性声優、ナレーター、タレント、司会者、歌手。東京都板橋区出身。株式会社SUPER FINE所属。かつてはスリートゥリーに所属していた。
町工場が好きで「勝手に、町工場親善大使」として活動を行う。アートイベント「えんにち！～町工場がみんなのお祭りを作りました。～」の主催。

## 来歴
幼い妹に本の読み聞かせをして喜ばれることに感動し、声優を志す。
大学在学中にSEGA「Disney マジカルダンス オン ドリームステージ」においてカイ役でデビュー。
大学卒業後、声優プロダクションのスリートゥリーに所属。
ナレーションや吹替・ラジオ等の仕事を行う中で、全日本製造業コマ大戦のイベントを通じて町工場と運命の出会いを果たす。
以降、墨田区 の町工場見学イベント「スミファ」にて、江戸っ子1号の浜野製作所などのツアーガイドや、板橋区エコポリスセンターでの夏休みこども向けワークショップ講師なども行う。
2019年3月末をもってスリートゥリーを退所し、株式会社SUPER FINE に移籍。移籍後は声優や司会としての活動だけでなく、製造業に関するイベントプロデュース、講演なども行う。

## 人物
趣味は、町工場見学。アーク溶接、旋盤などを動かして作品を作ったことがある。
「無機物の中では、眼鏡が一番好き」と公言し、眼鏡ポートレート写真を撮影していた。
一眼レフカメラとレフ板など撮影機材を持っており、同じ事務所の先輩の撮影を担当することもある。
絵心がなく、料理ができないことを、度々ネタにされている。

## 出演
太字はメインキャラクター

### ナレーション
- 板橋区「板橋の産業歴史紀行～夢、そして未来へ～」
- 「法然セミナー」イベントナレーション
- 文化放送「法然セミナー」
- 「おんせんにゃんこ」朗読、ナレーション
- 「お知らせテントウくん」企業PV
- モバイル携帯ホームページ用ナレーション
- 障害者センター企業PV
- 飲料メーカー企業PV

### 吹替
- THE BITE 変身する女（ケイシー）
- ニルスのふしぎな旅（インガ、オック）
- FIXER（ステフ、ジェニファー）
- カンフーラビット

### ゲーム
- Disney マジカルダンス オン ドリームステージ（2007年、カイ）
- メギド72（2017年[2]）

### ラジオ
- すまいるＦＭ「７月まるっと影山ラジオ！」（７月レギュラー）
- ブルーレディオ.com「やるなぁ！町工場」（レギュラーパーソナリティ）
- FM世田谷「ガールズビックスマイル！」（コーナーパーソナリティ）
- ラジオ関西「アニたまどっとコム：ツッコミ少女」出演
- WEBラジオ「さいたまチャンネル！」（埼玉県・さいたま市サポートキャラクター夢絵役）
- WEBラジオ「夢萌ラヂオ王国」（店主・夢絵役）

### PV
- J-COMテレビ（さいたま/所沢）「『フトモモ・DE・散歩』レギュラー
- DEEPREDチャンネル「羽田詩織のSTEEL LOVE」
- 実際にあった!呪われたDVD闇「第３話 いたずら電話」（近藤千夏役）
- ずれやまズレ子PV『フトモモ・DE・サンバ！』PV出演
- 墨田区町工場「メリヤスレンジャー！３、４話」　メリヤスピンク役
- 「たまごっち着ぐるみショー」　先生役DVD出演
- 飲料メーカー企業PV

### 舞台
- ヒトリシバイナイト
  - 「人類眼鏡化計画」
  - 「貴方の白を守ります」
  - 「召しませ！愛妻料理」
  - 「めいどめがね」

## ディスコグラフィ
|     | 発売日        | タイトル                                                         |
| 1st | 2017年6月14日 | 全日本製造業コマ大戦テーマソング「モノヅクリレー」（作詞、歌唱） |

タイアップ：全日本製造業コマ大戦　2017年

## 主な出演番組/メディア情報
- 2016/1　NHK横浜「ひるまえホット」
- 2016/1　NHK FM横浜「横浜サウンドクルーズ」
- 2016/1　雑誌「ツールエンジニア」
- 2016/9　雑誌「ツールエンジニア」
- 2016/9　タウンニュース
- 2016/9　日刊工業新聞
- 2017/3　ふじみ野市広報誌「えこらぼ」
- 2017/3　日刊工業新聞
- 2017/3　タウンニュース
- 2017/3　雑誌「塗装技術」
- 2017/5　かつしかFM「藤谷桃の桃の缶詰」
- 2017/6　レインボータウンFM「ヒアタルシアタル！」
- 2017/7　すまいるFM「７月まるっと影山ラジオ！」
- 2017/9　すまいるFM「帰ってきた影山ラジオ！」
- 2017/10　雑誌「塗装技術」10月号
- 2017/10　新聞「塗料報知」
- 2017/10　すまいるFM「帰ってきた影山ラジオ！」
- 2017/12　日刊工業新聞/埼玉新聞/テレビ埼玉
- 2017/12　NHK「おはよう日本」生中継
- 2018/2　FM-FUJI「あゆゆカフェ」ゲスト出演